# Diestrammena validus
Diestrammena validus är en insektsart som först beskrevs av Lucien Chopard 1921.  Diestrammena validus ingår i släktet Diestrammena och familjen grottvårtbitare. Inga underarter finns listade i Catalogue of Life.